# The Queen: The Ladies Newspaper and Court Chronicle

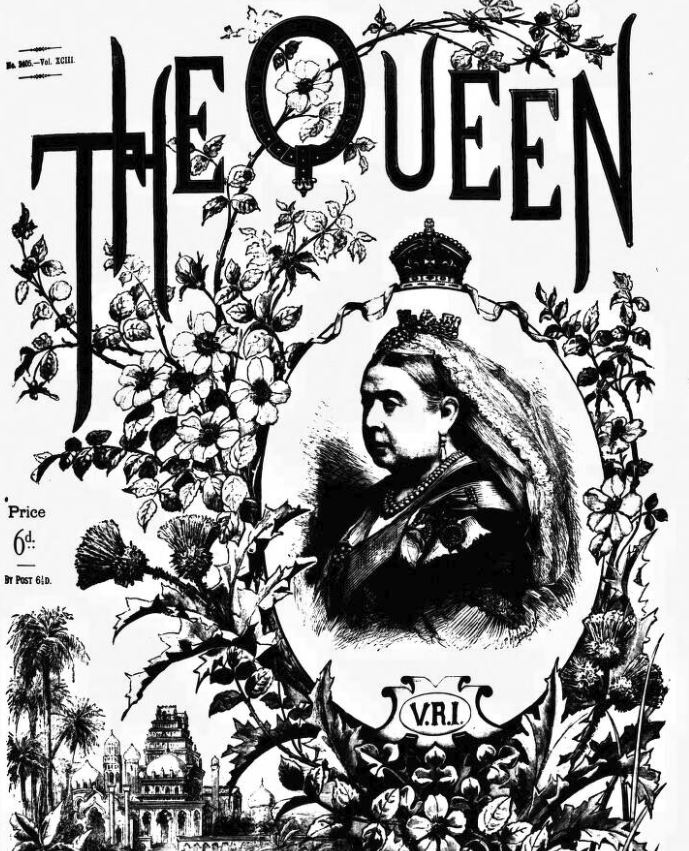
The Queen 28 January 1893

The Queen: The Ladies Newspaper and Court Chronicle var en brittisk modetidskrift som utgavs 1861-1958.
Den grundades 1861 med namnet "The Queen". Ägaren köpte 1862 dess rival "The Ladies' Paper" och de två tidningarna förenades 1864 under namnet "The Queen: The Ladies Newspaper and Court Chronicle". 
Den såldes och 1958 omvandlades till en ny tidning med namnet The Queen, som 1970 inkorporerades i Harper's Bazaar.

## Bilder

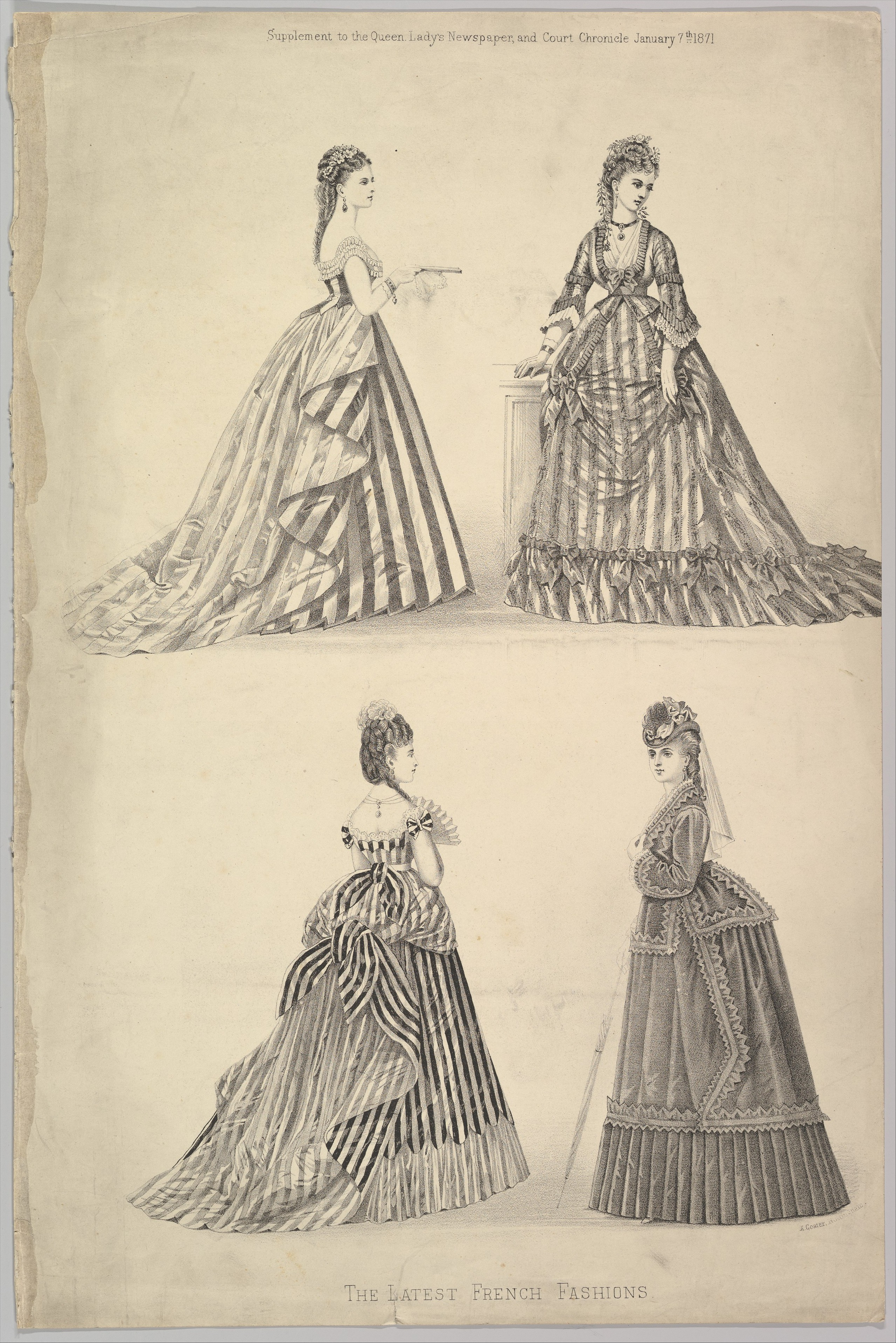
The Latest French Fashions from The Queen, The Lady's Newspaper and Court Chronicle MET DP819183
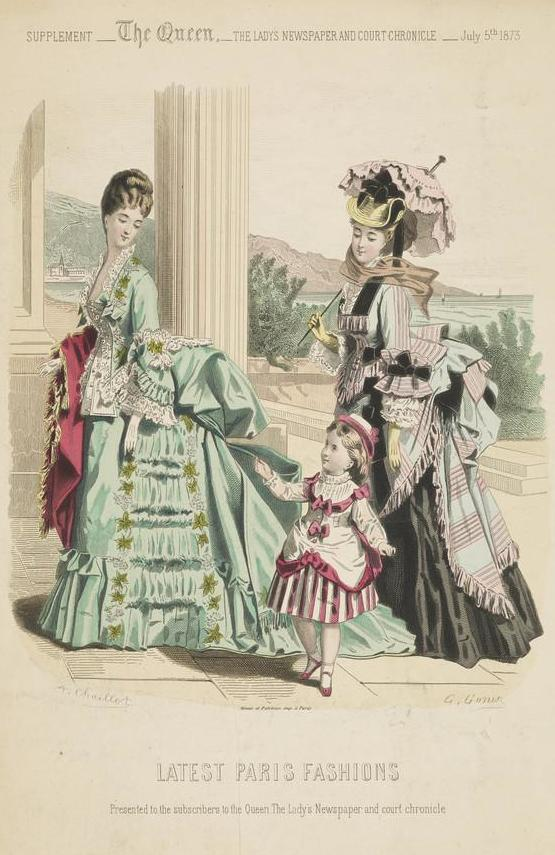
Paris Fashions in The Queen, The Ladies Newspaper and Court Chronicle, 5th of July 1873
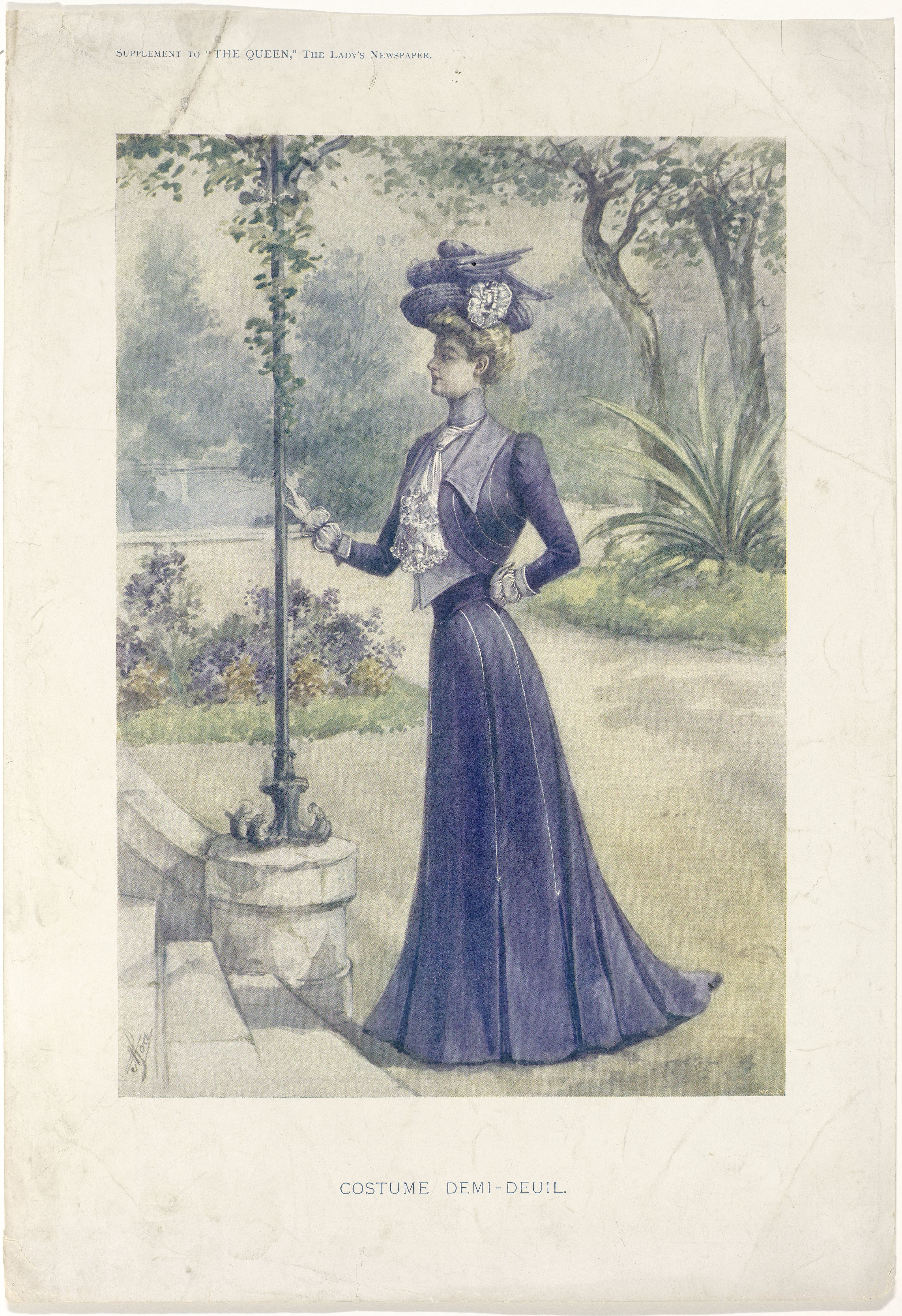
The Queen, The Lady's Newspaper, 1900 Costume demi-deul, anoniem, ca. 1900